# Alice Trübner

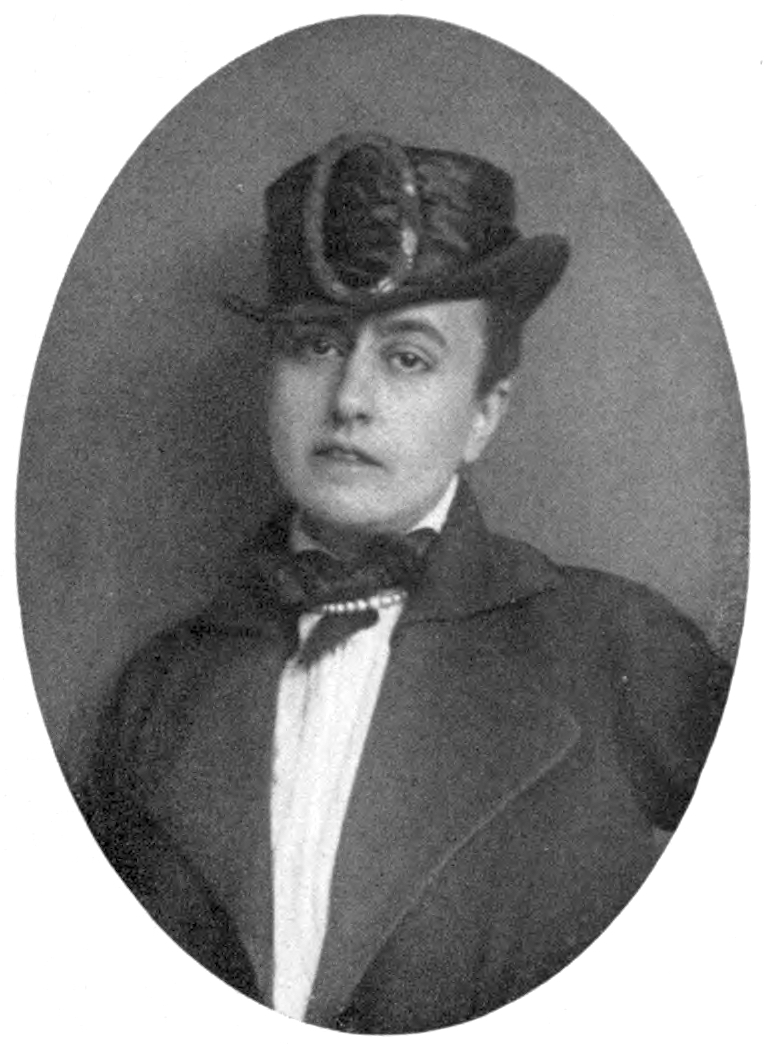
Alice Trübner

Alice Trübner, nach einer Quelle Alice Sophie Trübner, nach einer anderen Einzelquelle Sophie Alice Trübner, geborene Auerbach (* 24. August 1875 in Bradford; † 20. März 1916 in Berlin), war eine deutsche Stillleben- und Landschaftsmalerin.

## Leben und Werk
Geboren wurde Alice Auerbach in England, als Tochter einer englischen Mutter und eines deutschen Vaters. Sie wuchs überwiegend in Deutschland auf und nachdem sie mit 11 Jahren nach Frankfurt am Main kam, verbrachte sie dort ihre Jugend.
Zum Studium der Malerei zog sie 1896 nach München, wo sie 1897 bis 1898 Schülerin beim Münchner Künstlerinnen-Verein war. Sie lernte dort beim Leiter der Zeichenklasse Ludwig Schmid-Reutte und auch bei Max Slevogt.
Ab 1898 arbeitete sie in einem eigenen Atelier.
Von Alice Auerbach stammen aus dieser Zeit Bilder mit robusten und kraftstrotzenden Frauen- und Männerköpfen.
In den Ferien fuhr sie nach Frankfurt, wo sie den Impressionisten Wilhelm Trübner (1851–1917) kennenlernte und auf Einladung mit seiner Gruppe auf Studienfahrt ging.
Dann erweiterte sie ihr Können in Frankfurt am Städelschen Kunstinstitut Malerei bei Wilhelm Trübner.
Dieser hatte seit 1897/1898 in dem Institut einen Arbeitsraum für seine Privatschule angemietet, die als „Trübner-Schule“ bekannt wurde. Der Ort wurde Treffpunkt für junge Maler mit Interesse am Impressionismus. Wilhelm Trübner schloss mit seinem Studienangebot auch eine Lücke in der Ausbildung von jungen Frauen, die im normalen Kunststudium von einem eingeschränkten Lehrplan betroffen waren. In seinem Unterricht gab es für die Schüler beiderlei Geschlechts u. a. die Themen Akt, Tierstudien und Exkursionen in den Odenwald, z. B. Amorbach.
Dort lernte sie Ölgemälde in der Primamalerei-Technik anzufertigen und übertrug dies von der Landschaftsmalerei auf ihre bevorzugte Ateliermalerei.
Bereits im Sommer 1899 stellte sie erstmals in der Münchener Sezession aus.
Im Jahr 1900 heiratete Alice Trübner ihren 24 Jahre älteren Professor. Nachdem ihre gemeinsame Tochter schon 1901 verstorben war, kam 1903 Sohn Jörg (1903–1930) zur Welt.
Kurz nach der Geburt zog Trübner mit ihrem Ehemann nach Karlsruhe, weil er an die Großherzogliche Kunstakademie berufen worden war.
Während Trübners Maltechnik bei Landschaftsbildern der ihres Lehrers sehr ähnelt, hat sie ihre Persönlichkeit bei Werken der Ateliermalerei in die Bilder einfließen lassen.
Trotz starken Einflusses wahrte sie sich ihre künstlerische Selbständigkeit und Eigenart.
So bevorzugte sie eine eher dunkle Farbharmonie, wohingegen ihr Ehemann helle Bilder mit luminaristischen Motiven bevorzugte.
Sie wählte aparte, gebrochene Farben mit etwas melancholischem Ausdruck.
Die Farbkomposition wurde verglichen mit einer dunklen Altstimme.
Die Pinselführung wurde als 'fast männlich, kräftig' beschrieben.
Der Fokus ihrer Arbeiten lag auf Stillleben (Blumenmalerei, „Interieur“-Malerei, Figurenmalerei) und Personen-Bildnismalerei im Stil eines Stillleben.
Die Bilder zeigten häufig ein eigenartige, humoristische, auf Pikantes anspielende oder Frauenthemen andeutende Motivkomposition.
Auf ihrer Suche nach dem, das noch nie gemalt wurde, fand sie Motive, die auch als abstoßend empfunden werden konnten. Alice konnte eigentlich langweilige Alltagsgegenstände durch Farbauswahl und Maltechnik interessant gestalten.
Mit ihrem Wissen über Kunst und Kunstverständnis war sie ihrem Mann mindestens ebenbürtig und wurde als überaus intelligent und begabt beschrieben, wodurch sie, wie Wilhelm schrieb, ihn vor allzu unwissenden Kunstinteressierten schützen konnte. Ihr Mann war häufig in Kunstdiskussionen verwickelt, weil er einige Jahre vorher die zwei Bücher Das Kunstverständnis von heute und Die Verwirrung der Kunstbegriffe geschrieben hatte.
Sie erreichte eine hohe produktive Selbständigkeit, die nur wenige Malerinnen zu ihrer Zeit erreichten. Wie in ihren Stillleben liebte sie in ihrem Alltag das Ungewöhnliche und Raffinierte, war ein Freigeist, aber auch leidenschaftlich und diszipliniert, wirkte aber nach außen häufig schroff und verkörperte nicht das typische Bild der Weiblichkeit. Nach Kriegsbeginn engagierte sie sich als Helferin im Dienst an Verwundeten mit großer Aufopferung, neben der Hingabe zur Malerei, der Haushaltsführung und der Erziehung ihres Sohnes.
Befreundet war Alice Trübner u. a. mit Autorin Julie Elias und Dichterin Else Lasker-Schüler.
Über 15 Jahre lang war sie ihrem Ehemann eine ebenbürtige Beraterin und Kritikerin, während sie durch seinen Einfluss ihren eigenen Stil entwickelte.
Trübners plötzlicher Tod im Alter von nur 40 Jahren beendete einen vielversprechenden Karrierestart. Ihr Tod wurde in den zeitgenössischen Medien als tragischer Unfall oder Unglücksfall bezeichnet.
Die Familie Trübner war sehr gut bekannt mit der Familie der Schauspielerin Tilla Durieux (1880–1971) und dem Kunstverleger und Galeristen Paul Cassirer (1871–1926), z. B. waren die Ehemänner in der Ausstellungsleitung der Berliner Secession. Nach Aussage der Schauspielerin besuchte Alice die in Berlin lebende Familie zu jeder Tages- und Nachtzeit. Eines Tages folgte Trübner der Schauspielerin Durieux nach Breslau zu einem Gastspiel und stieg im selben Hotel ab, wo sie sich die Pulsadern aufschnitt. Nach Auffassung von Tilla Durieux wünschte sich Trübner eine Liebesbeziehung mit ihr. Danach sollte Durieux auf Bitten ihres Ehemannes Cassirer ein letztes Mal Trübner treffen.
Die Frauen trafen sich im Berliner Hotel Esplanade, wo sich Trübner mit einem Revolver in Gegenwart der Schauspielerin erschoss.
Nach Aussage von Durieux waren die letzten Worte der Malerin eine philosophische Betrachtung des Ursprungs der Liebe. Wilhelm Trübner glaubte bis zu seinem Lebensende, dass Durieux seine Frau im Streit erschossen hätte und die Behörden vermuteten aufgrund des Zeitpunktes während des Ersten Weltkriegs Inlandsspionage für England.
Im Umfeld von Tilla Durieux gab es in den Jahren danach weitere Suizide: 1919 Peter Cassirer (Paul Cassirers Sohn aus erster Ehe) und 1926 Paul Cassirer selbst (kurz vor der Scheidung von Durieux).
Else Lasker-Schüler schrieb postum ein Porträtgedicht über das Wesen und einige Stillleben von Alice Trübner.
Einundzwanzig Monate nach Trübner starb ihr Ehemann an einem Herzinfarkt.
Die Kunstwerke aus Wilhelm Trübners Nachlass, der auch Werke aus dem Nachlass seiner Frau enthielt, wurden am 4. Juni 1918 in Rudolph Lepke’s Kunst-Auctions-Haus versteigert.

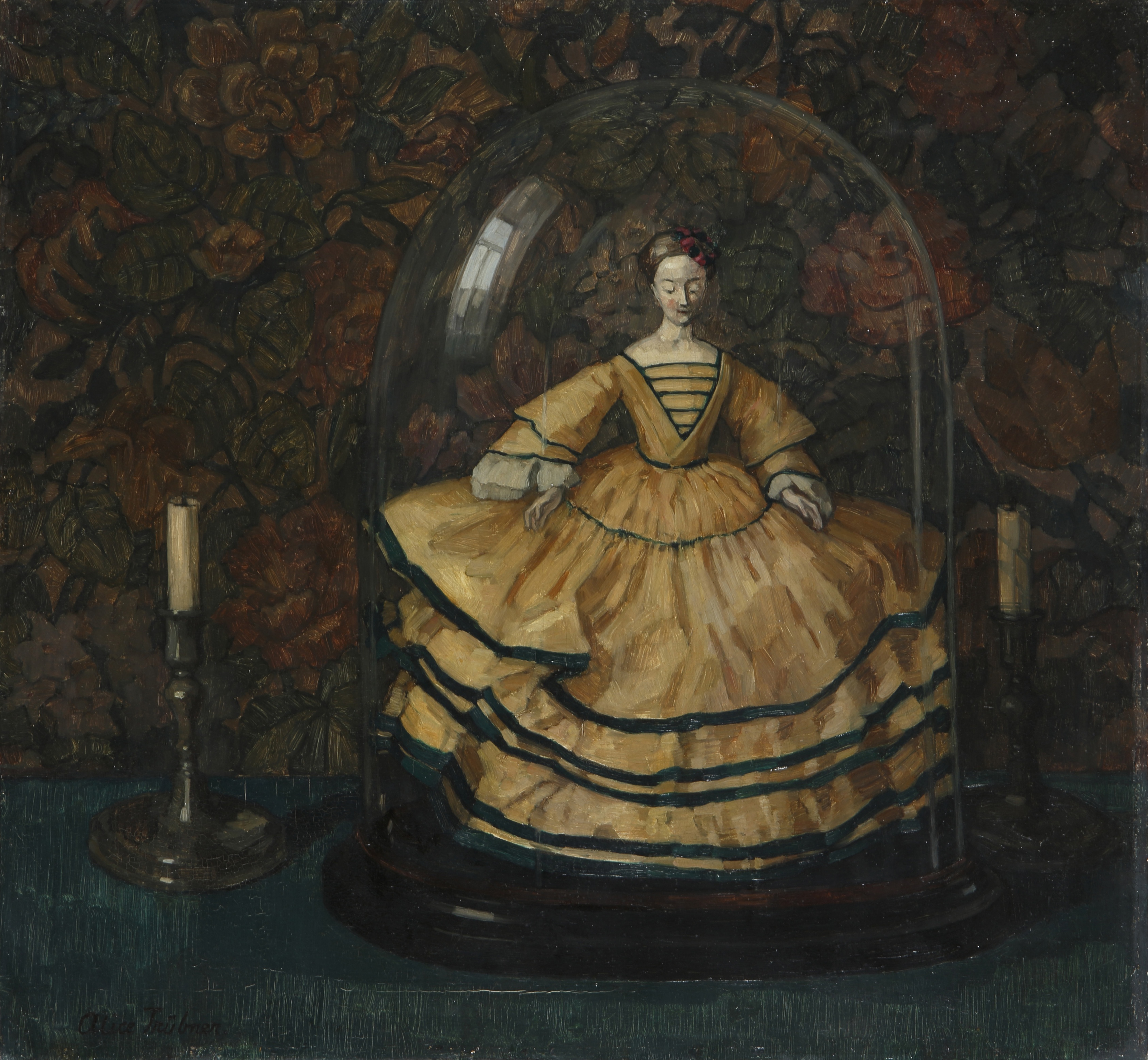
Puppe unter Glassturz (vor 1912)

## Werke (Auswahl)
- Porträts (1896–1898, Frauen- u. Männerköpfe)[7]
- Dächer im Gewitter (1899)[8]
- Studien (1901)[31]
- Morgenstimmung (Studie), 1902[32]
- Landschaft (In Regenstimmung aufgefasste Odenwaldlandschaft, 1902)[33]
- Porträt der Malerin Ida Görtz (1903)[34]
- Stilleben (1904)[35]
- Traubenstilleben (1906)[36]
- Kleiderstilleben (1907)[37]
- Flaschenstilleben (1907)[37]
- Flaschen auf gelbem Hintergrund[19]
- Stillleben (Flaschen-Stilleben)[38]
- Puppe mit Glassturz (1907)[39]
- Puppe unter Glassturz[6][40]
- Flaschen und japanische Maske (1910)[41]
- Japanische Puppe mit Leuchter (1915; auch: Japanische Puppe)[6][42]
- Strickende Dame, auch: Dame mit Wollstrickerei[6][19]
- Wasserflasche, Zitronen und Begonien[19]
- Pflanzen und Syphonflasche (Topfpflanzen auf Tisch mit Wasserkaraffe, Glas, Weinflasche, Siphonflasche, Zitronen und Tuch)[6][19]
- Uhr mit zwei Glasstürzen[6][19]
- Bildnis meiner Kollegin L.[19]
- Tor im Stift Neuburg[6][19]
- Kleider-Stilleben mit Rosenhut[40]
- Schneelandschaft (Gemälde)[40]
- Schloss Hemsbach (auch: Schloß Homsbach), 1905[12][43][44][45]
- Kinderstilleben[46]
- Blumentopf und Wasserflasche[47]
- Stillleben (Blattpflanze neben Wasserkaraffe)[14]
- Frauenporträt[16]
- Bürgerliches Zimmer (Puppe sitzt an Klavier)[6]
- Schloss Lichtenberg im Odenwald[6]
- Stillleben mit Frau (Auf die rote Decke eines Bettes gelegter Kopf einer Frau)[48]
- Stillleben mit Frau (Frau im Bett mit roter Decke bedeckt, davor stehen Waschtoilette und Geschirr)[14]
- Stillleben (Grüne Äpfel in einem Kistchen, daneben Likörflaschen)[12]
- Stillleben (Ein Bettvorhang, vor dem ein Sessel steht mit einer Männerhose darauf)[14]
- Stillleben (Auf der Erde liegt Frauenunterwäsche neben gelben Herrenregenstiefeln und Damenstiefeletten)[14]
- Stillleben (Tisch mit Sekt- und Rotweinflasche, eine Ananas und zwei halbvolle Sektgläser)[14]
- Stillleben (Gelbes Damencape über Stuhllehne drapiert, an der Ledertapete ein Plakat eines Maskenballs)[14]
- Stillleben (Äpfel)[14]
- Stillleben (Rosa Rosen im Glas auf grüner Decke)[14]
- Stillleben (Zwei Muscheln und zwei Flaschen)[42]
- Stillleben (Zwei Topfpflanzen; auch: Zwei Topfpflanzen in einer Zimmerecke)[42]
- Stillleben (Tischuhr und Kerzenleuchter)[42]
- Stillleben (Aussicht am Starnberger See, 1910; ohne Häuser)[42]
- Stillleben (Aussicht am Starnberger See mit Hotel Schloss Berg)[42]
- Stillleben (Jörg Trübner; auch: Jorg Trubner; Porträt ihres Sohnes)[42][49]

## Ausstellungen (Auswahl)
- 1899: Münchener Secession[8]
- 1901: 3. Jahresausstellung der Frankfurter Künstler, im Frankfurter Kunstverein[31]
- 1902: 4. Jahresausstellung der Frankfurter Künstler, im Frankfurter Kunstverein[32][50]
- 1902: Erste Kollektiv-Ausstellung, Frankfurt-Cronberger Künstlerbund, Kunstsalon Hermes, als Alice Auerbach[33]
- 1903: 7. Kunstausstellung der Berliner Secession, Ausstellungshaus Kantstrasse[34]
- 1904: 6. Jahresausstellung der Frankfurter Künstler, im Frankfurter Kunstverein[35]
- 1904: 9. Kunstausstellung der Berliner Secession, Ausstellungshaus Kantstrasse[1][51][52]
- 1904: Internationale Kunstausstellung Düsseldorf 1904[48]
- 1904: Ausstellung, Kunstverein in Karlsruhe[16]
- 1905: Caspars Kunstsalon, Einzelausstellung[14]
- 1905: Frühjahrsausstellung, Münchener Sezession[43]
- 1905: Frühjahrsausstellung der Karlsruher Künstlerschaft, im Lokal des Badischen Kunstvereins[53]
- 1905: Frankfurter Kunstsalon M. Goldschmidt & Co, Ausstellung mit Hermann Klimsch[54]
- 1905: Kunstvereinsausstellung, Karlsruhe, mehrere Werke[18]
- 1906: Erste Ausstellung der Verbindung bildender Künstlerinnen, Ort: Kunst-Salon Fritz Gurlitt, Berlin[12][13]
- 1906: 11. Ausstellung der Berliner Sezession, 1906[1][17]
- 1906: 11. Ausstellung der Berliner Secession, Ausstellungshaus Kurfürstendamm[36]
- 1906: Karlsruher Jubiläums-Ausstellung; Jubiläums-Kunstausstellung der Karlsruher Künstlerschaft (Goldene Hochzeit des Großherzogpaares von Baden)[55]
- 1906: Deutsche Kunstausstellung 1906 zu Cöln[15]
- 1906: Thoma-Trübner-Ausstellung, Nassauischer Kunstverein, Wiesbaden, (Zusammen mit Ehemann und Hans Thoma)[56]
- 1907: 9. Jahresausstellung der Frankfurter Künstler, im Frankfurter Kunstverein[37]
- 1907: Kollektion, Ort: Kunstverein Karlsruhe[57]
- 1907: Mannheimer internationale Kunstausstellung 1907[58]
- 1907: 13. Ausstellung der Berliner Secession, Ausstellungshaus Kurfürstendamm[39]
- 1908: Weihnachtsausstellung der Karlsruher Künstlerschaft[46]
- 1908: 10. Jahresausstellung der Frankfurter Künstler, Ort: Frankfurter Kunstverein[45]
- 1908: Ausstellung im neuen Jahr, Ort: Kunst-Salon Fritz Gurlitt, Berlin[59]
- 1908: Jahresausstellung des Frankfurt-Cronberger Künstlerbundes (entspricht einer Frankfurter Secession), Ort: Frankfurter Kunstverein[60]
- 1908: Ausstellung der Wanderkollektion des Künstlerbundes Karlsruhe, im Kunstverein, Karlsruhe, Dauer: 2 Tage[61]
- 1908: 15. Ausstellung der Berliner Secession, Ausstellungshaus Kurfürstendamm[44]
- 1909: Deutsche Kunstausstellung Baden-Baden 1909, Veranstalter: Freie Künstler-Vereinigung Baden[62]
- 1909: 18. Ausstellung der Berliner Secession, Ausstellungshaus Kurfürstendamm[63]
- 1910: 2. Deutsche Kunstausstellung Baden-Baden 1910[64]
- 1910: 20. Ausstellung der Berliner Secession, Ausstellungshaus Kurfürstendamm[41]
- 1911: Ausstellung, Freie Vereinigung Darmstädter Künstler, Ausstellungsgebäude Mathildenhöhe[65]
- 1912: Ausstellung Die Frau in Haus und Beruf, darin eine Abteilung mit bildenden Künstlerinnen, Berlin[66]
- 1912: 24. Ausstellung der Berliner Secession, Ausstellungshaus Kurfürstendamm[67]
- 1913: 11. Internationale Kunstausstellung im Münchener Glaspalast[38]
- 1913: 26. Ausstellung der Berliner Secession, Ausstellungshaus Kurfürstendamm[1][68][69]
- 1914: Internationale Ausstellung in der Kunsthalle Bremen 1914[70]
- 1914: Freie Secession Berlin 1914 (1. Ausstellung)[71]
- 1916: Freie Secession Berlin 1916 (2. Ausstellung)[72]
- 1917: Freie Secession Berlin 1917 (3. Ausstellung)[73]

## Biografien
- Biografie von G. Fuchs mit Abbildungen in Deutsche Kunst und Dekoration[19]
- Biografie von A. Meyer in Deutsche Kunst und Dekoration[8]
- Gedicht Alice Trübner von Else Lasker-Schüler (Retrospektiv, über ihre Persönlichkeit und Stillleben)[4][26][27]
- Biografie von Julius Elias in Kunst und Künstler[7]
- Biografie und Fotos ihrer Werke in Die Kunst für Alle[6]